# Walter Mignolo
Walter Mignolo (Província de Córdoba, Argentina, 1 de maio de 1941) é um semiólogo argentino e professor de literatura na Universidade de Duke, nos Estados Unidos. É conhecido como uma das figuras centrais do pensamento decolonial latino-americano e como membro fundador do Grupo modernidade/colonialidade.

## Biografia e pensamento
Mignolo nasceu no Pampa Gringa Chica (província de Córdoba, Argentina). Em 1964 licenciou-se em Filosofia na Universidade Nacional de Córdoba e ganhou uma bolsa para viajar à França para estudar semiótica, onde foi aluno de Roland Barthes e Gérard Genette. Ali recebeu em 1974 o doutorado da École dês Hautes Études.
Inicialmente interessou-se pela filosofia da linguagem e semiótica, realizando algumas contribuições para o entendimento de textos coloniais do século XVI. Chegou aos Estados Unidos em 1973, primeiro como professor da Universidade de Indiana e depois Michigan. Dos estudos coloniais passou a interessar-se pelas teorias pós-coloniais, que estavam muito em voga nos Estados Unidos durante a década de noventa.
Em 1995 publicou seu livro The Darker Side of the Renaissance, que o fez reconhecido mundialmente no campo dos estudos pós-coloniais e subalternos, bem como no âmbito da Filosofia latino-americana, devido a suas constantes referências à obra de filósofos como Edmundo Ou'Gorman, Rodolfo Kusch, Leopoldo Zea e Enrique Dussel. Neste livro, Mignolo sustenta a tese de que  o renascimento europeu dos séculos XV e XVI teve "outra cara" esquecida e invisibilizada: a colonização das Américas. Esta converter-se-ia numa das teses centrais do Grupo modernidade/colonialidade, em cuja formação Mignolo cumpriu um papel chave. O grupo estava conformado por grandes figuras da intelectualidade acadêmica latino-americana, como Aníbal Quijano, Enrique Dussel, Arturo Escobar, Santiago Castro-Gómez, Edgardo Lander e outros. Seus escritos nutriram boa parte do trabalho coletivo do grupo.
Entre suas contribuições mais importantes estão a produção de categorias de análises como "diferença colonial", "pensamento fronteiriço", "colonialidade do ser" e a ideia de "hemisfério ocidental/atlântico norte". Desde 1993 trabalha na Universidade de Duke (Estados Unidos), onde atualmente é diretor do Instituto Franklin para estudos interdisciplinares e internacionais.

## Livros
- - The Darker Side of the Renaissance: Literacy, Territoriality, Colonization (1995). Obra ganadora del Katherine Singer Kovacs prize de la Modern Languages Association. Tradução ao castellano: El Lado más oscuro del renacimiento: Alfabetización, territorialidad y colonización. Trad. por Cristóbal Gnecco, Editorial Universidad del Cauca, Popayán, Colombia, 2016
  - Local Histories/Global Designs: Coloniality. Subaltern Knowledges and Border Thinking (1999). Tradução ao castellano: Historias locales / diseños globales. Colonialidad, conocimientos subalternos y pensamiento fronterizo. Madrid: Akal. 2002
  - La Idea de Latinoamerica (2005). Obra vencedora do Prêmio Frantz Fanon por Excelente Contribuição ao Pensamento Caribenho, outorgado pela Associação Caribenha de Filosofia. Trad. ao castellano: La idea de América Latina. La herida colonial y la opción decolonial. Barcelona: Gedisa. 2007